# Adoniram Judson Gordon

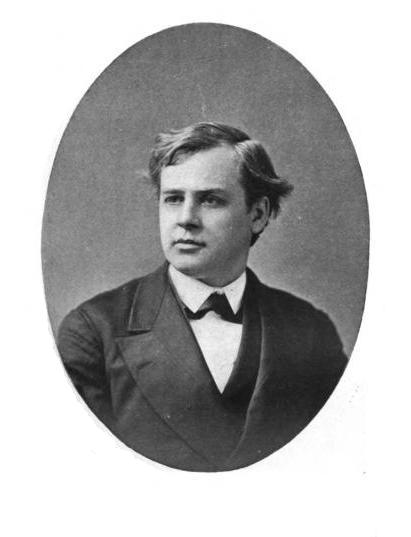
Adoniram Judson Gordon

Adoniram Judson Gordon, född  13 april 1836 i New Hampton i New Hampshire, död 2 februari 1895, var en baptistpastor, diktare och tonsättare från USA. Han grundade Gordon College. Han var en central person inom helgelserörelsen.

## Biografi
Adoniram Judson Gordons far baptistpastorn John Calvin Gordon var kalvinist och döpt efter Jean Calvin. Hans mors namn var Sally Robinson Gordon. Själv uppkallades han efter Adoniram Judson, en baptistmissionär i Burma, som utförde en bibelöversättning till burmesiska.
Gordon omvändes till kristendom då han var 15 år gammal och ansökte därefter till pastorsutbildning. Han examinerades från Brown University år 1860 och Newton Theological Institution år 1863. 1863 gifte han sig med Maria Hale och blev pastor i Jamaica Plain Baptist Church in Roxbury, Massachusetts. År 1869 blev han pastor i Clarendon Street Baptist Church in Boston. Under Gordons ledarskap beskrevs Clarendon Street Church som "en av de mest andliga och aggressiva i Amerika". Han blev en uppskattad talare på evangelisten Dwight Lyman Moodys Northfieldkonvent. Kyrkan är inte längre aktiv.
Gordon blev sjuk i influensa och bronkit och avled vid 58 års ålder den 2 februari 1895. Han är begravd på Forest Hill-kyrkogården.
En son, Ernest Barron Gordon, publicerade en biografi om sin far år 1896, med titeln Adoniram Judson Gordon, a Biography with Letters and Illustrative Extracts Drawn from Unpublished or Uncollected Sermons and Adresses, vilken fortfarande trycks i nya upplagor.

## Grundare av bibelinstitut
Adoniram Judson Gordon grundade 1889 med hjälp och stöd från Clarendon Street Church Gordon Bible Institute och tjänstgjorde som dess första ordförande. Hans fru Maria var sekreterare och assistent till 1908. Skolans uppgift var primärt att öva kristna missionärer inför arbete i Kongobäckenet.

## Teologi
Gordon var främst helgelseförkunnare, inspirerad av mystiken. I sin eskatologi företrädde han premillennialismen.

## Kompositioner
- Jag följer dig, Jesus Samma melodi som:
  - Jag älskar dig, Jesus
- O, det blod som köpt mig

## Citat
Ett av hans mest citerade uttalanden är
"Du kan göra mer än be efter att du har bett, men du kan inte göra mer än be tills du har bett." I hans bok The Ministry of the Holy Spirit, skrev Gordon, "Det verkar klart från Skriften att det fortfarande är plikten och privilegiet hos de troende att ta emot den Heliga Anden genom en medveten, definitiv handling att äga tron, precis som de tog emot Jesus Kristus."
- Wikiquote har citat av eller om Adoniram Judson Gordon.